# ホヤ

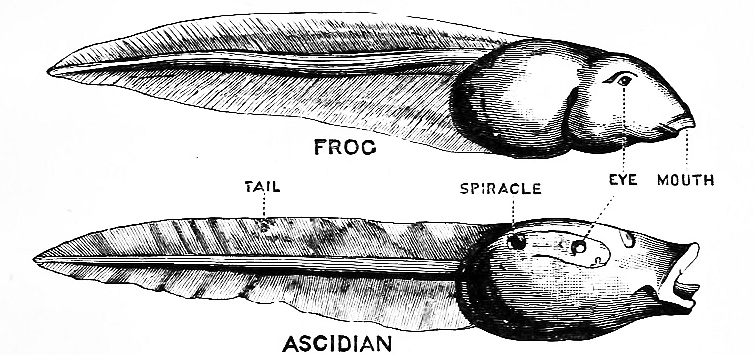
オタマジャクシ（上）とホヤの幼生（下）の比較

ホヤ（海鞘、老海鼠、保夜）は、尾索動物亜門ホヤ綱に属する海産動物の総称。3000種以上が知られる。「海のパイナップル」とも呼ばれている。

## 概要
成長過程で変態する動物として知られ、幼生はオタマジャクシ様の形態を示し遊泳する。外観は種が異なってもほぼ同じである。幼生は眼点、平衡器、背側神経、筋肉、脊索などの組織を有するなど無脊椎動物としては最も進化しており、脊椎動物に近い存在である。固着するための岩は海面より暗い海底であるため、光を感知する眼点があり、負の走光性を持っている。
成体は海底の岩などに固着し、植物の一種とさえ誤認されるような外観を持つ。また種ごとに特徴的な外観になる。成体は、脊索動物の特徴である内柱や鰓裂をはじめ、心臓、生殖器官、神経節、消化器官などをもつ。筋繊維は横紋筋と平滑筋を合わせたような筋肉であるという。原始的な神経堤を有するなど脊椎動物に近縁であり、生物学の研究材料として利用されている。血液（血球中）にバナジウムを高濃度に含む種類がある（Michibata et. al., 1991など）。成体は被嚢と呼ばれるセルロースの殻で覆われているが、現在確認されている中では、体内でセルロースを生成することのできる唯一の動物である。これは遺伝子の水平伝播を示唆していると考えられている。
生活様式は、群体で生活するものと単体で生活するものがある。単体ホヤは有性生殖を行い、群体ホヤは有性生殖、無性生殖の両方を行う。世界中の海に生息し、生息域は潮下帯から深海まで様々。多くのホヤは植物プランクトンやデトリタスを餌としている。
漢字による表記では、古くには「老海鼠」、「富也」、「保夜」などの表記も見られる。ホヤの名は、「ランプシェードに当たる火屋（ほや）にかたちが似ている」から、または「ヤドリギ（ほや）にそのかたちが似ている」から。またマボヤはその形状から「海のパイナップル」と呼ばれることもある。
なお、俗称でホヤガイ（海鞘貝、ホヤ貝）と呼ばれることがあるが、軟体動物の一群に別けられる貝類とは全く分類が異なっている。

## 生物的特性

### 初期発生
ホヤの卵は「モザイク卵」として知られている。つまり、初期発生中の割球を解離したり破壊すると、決まった運命の組織にしか分化しない（Conklin;1905など）。加えて受精後すぐの卵に明確な境界がみられ、それぞれの領域が将来の各組織に受け継がれることから、母性細胞分化決定因子の存在が示唆されてきた。筋肉細胞分化決定因子について、細胞質移植実験などにより、特にその存在が研究され(Deno and Satoh; 1984, Marikawa et. al., 1995)、2001年にNishida and Sawadaによりマボヤからmacho-1が同定された。ただし、筋肉や表皮などは、自立分化能を持つが、脊索は誘導を必要とすることが示されている（Nishida;2005など）。発生中の各割球が将来どの組織に分化するかを示した「細胞系譜」は、マボヤではNishidaらによって詳細に示されている（Nishida;1987など）。macho-1は「マボヤのチョーおもしろい遺伝子-１」の略である。

### モデル生物として
ホヤの属する脊索動物門には、ヒトを含む脊椎動物亜門が含まれており、遺伝子を操作したホヤを使えば、脊椎動物が進化する過程の再現実験にも利用できる。
カタユウレイボヤ（Ciona intestinalis）は組織の構造が単純で成長が早く、食用として大量に養殖されているため安価に入手できるなど実験動物としての利点が多数あるため、生物学において発生学のモデル生物として用いられる。東京大学大学院理学系研究科附属臨海実験所ではナショナルバイオリソースプロジェクト事業に基づいてカタユウレイボヤの野生型個体を供給している。
東北大学では1924年から青森県に浅虫海洋生物学教育研究センターを設置しホヤなどの研究を行っている。
2002年にはドラフトゲノム配列が決定された（Dehal et. al.,）。動物としては7番目となる。さらに近縁種のユウレイボヤ（C. savignyi）でもゲノムプロジェクトが行われている。

### その他の研究
ホヤの幼生には臭いを感知する胚組織が存在し、生殖に関わるホルモンを分泌する細胞との関わりから、生殖や嗅覚の遺伝病の治療に関する研究への寄与が指摘されている。
上記以外にも、様々な分野においてホヤを用いた研究は世界中で盛んに行われている。
- 免疫に関する研究（自己−非自己認識に関する研究）De Tomaso et. al., 2005など
- ホヤから抽出される薬品;石橋正己、2005などを参照のこと
- 海産無脊椎動物にはアルツハイマー病等と関連すると考えられている神経保護物質であるプラズマローゲン(PlsEtn)が多く含まれているが、ホヤ類の内臓は特にこの物質の含量が多いとされる[9]。
- バナジウム濃縮機構に関する研究。バナジウム結合タンパク質など関連する遺伝子が単離されている。
- 脊椎動物の頭部の進化過程を解明する研究[2]。
- 感覚器官の研究[1]。

### 分類
Kott（1992）ら別の分類体系を主張するものもあるが、ここではN.Satoh著"Developmental Biology of Ascidians"（1994）に紹介されているものを用いる。和名は日本海洋データベースに基づく。

#### Order Enterogona
Order Enterogona マメボヤ目（ヒメボヤ目、腸性目）
- Suborder Aplosobranchiata マンジュウボヤ亜目
  - Family Polyclinidae マンジュウボヤ科
  - Family Diemnidae
  - Family Polycitoridae ヘンゲボヤ科 - ヘンゲボヤ
- Suborder Phlebobranchiata マメボヤ亜目
  - Family Cionidae ユウレイボヤ科 - カタユウレイボヤ
  - Family Octacnemidae オオグチボヤ科 - オオグチボヤ
  - Family Perophoridae マメボヤ科
  - Family Ascidiidae ナツメボヤ科
  - Family Agnesiidae ヒメボヤ科
  - Family Corellidae ドロボヤ科

#### Order Pleurogona
Order Pleurogona マボヤ目
- Suborder Stolidobranchiata マボヤ亜目
  - Family Botryllidae
  - Family Styelidae シロボヤ科
  - Family Pyuridae マボヤ科 - マボヤ
  - Family Molguidae フクロボヤ科
- Suborder Aspiculata
  - Family Hexacrobylidae

### ギャラリー

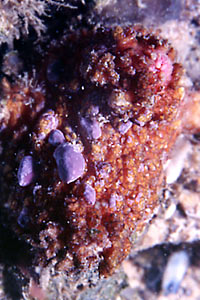
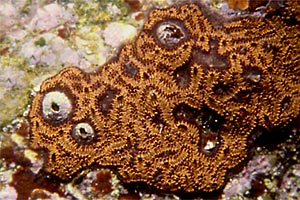
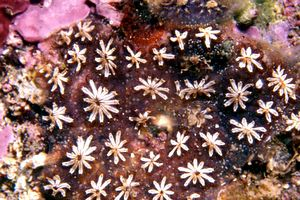
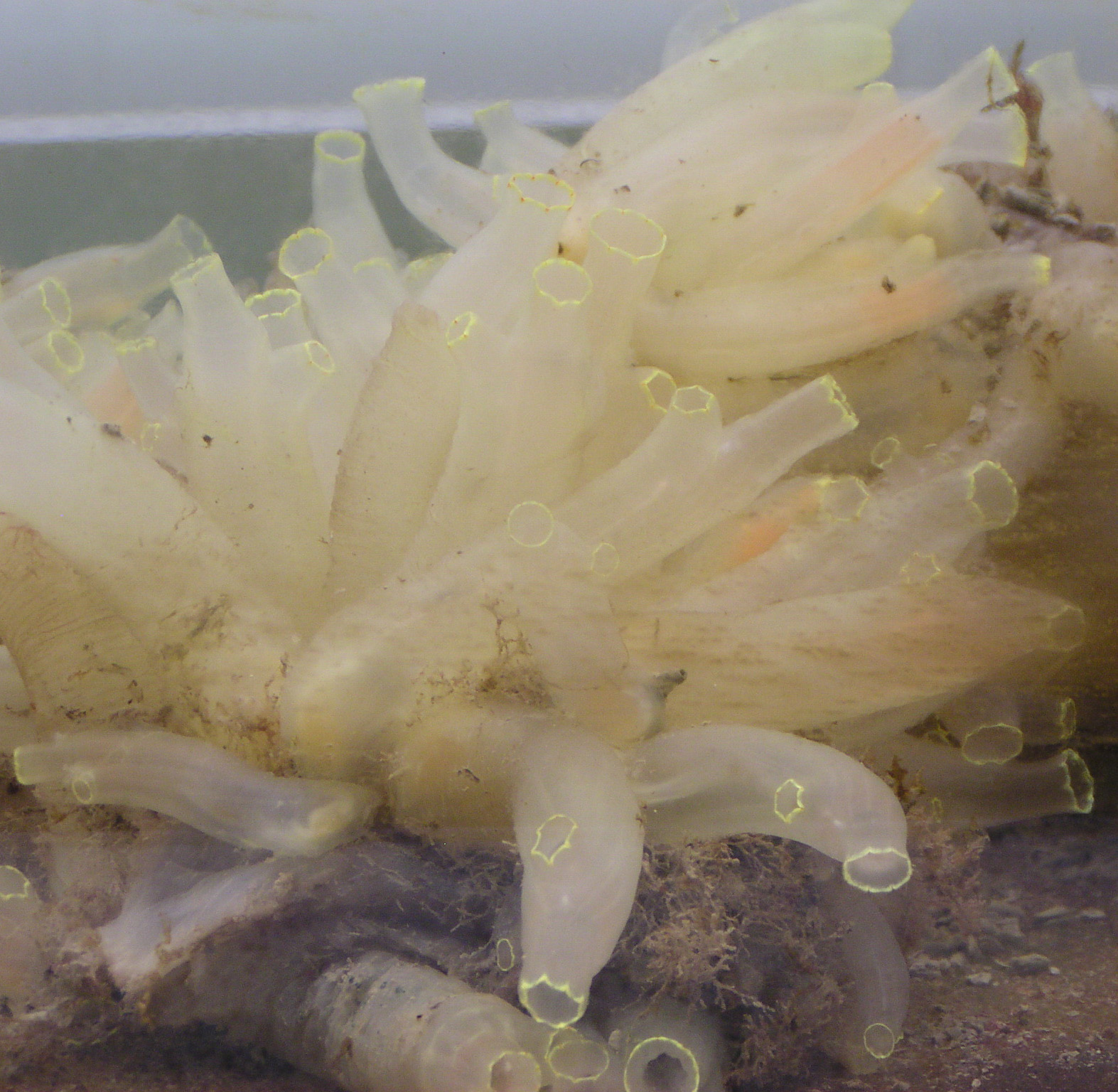
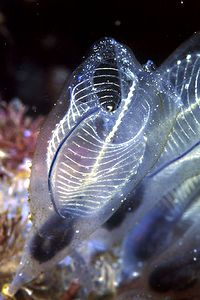
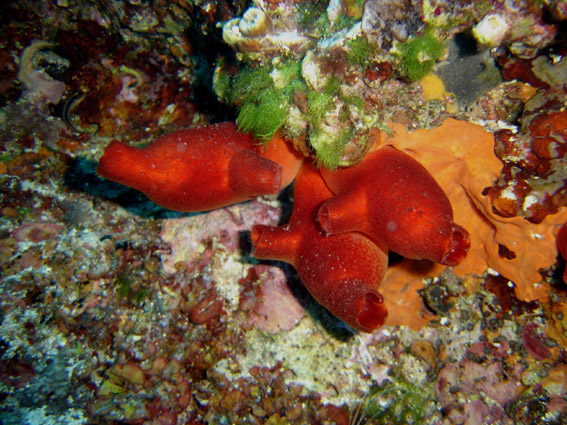
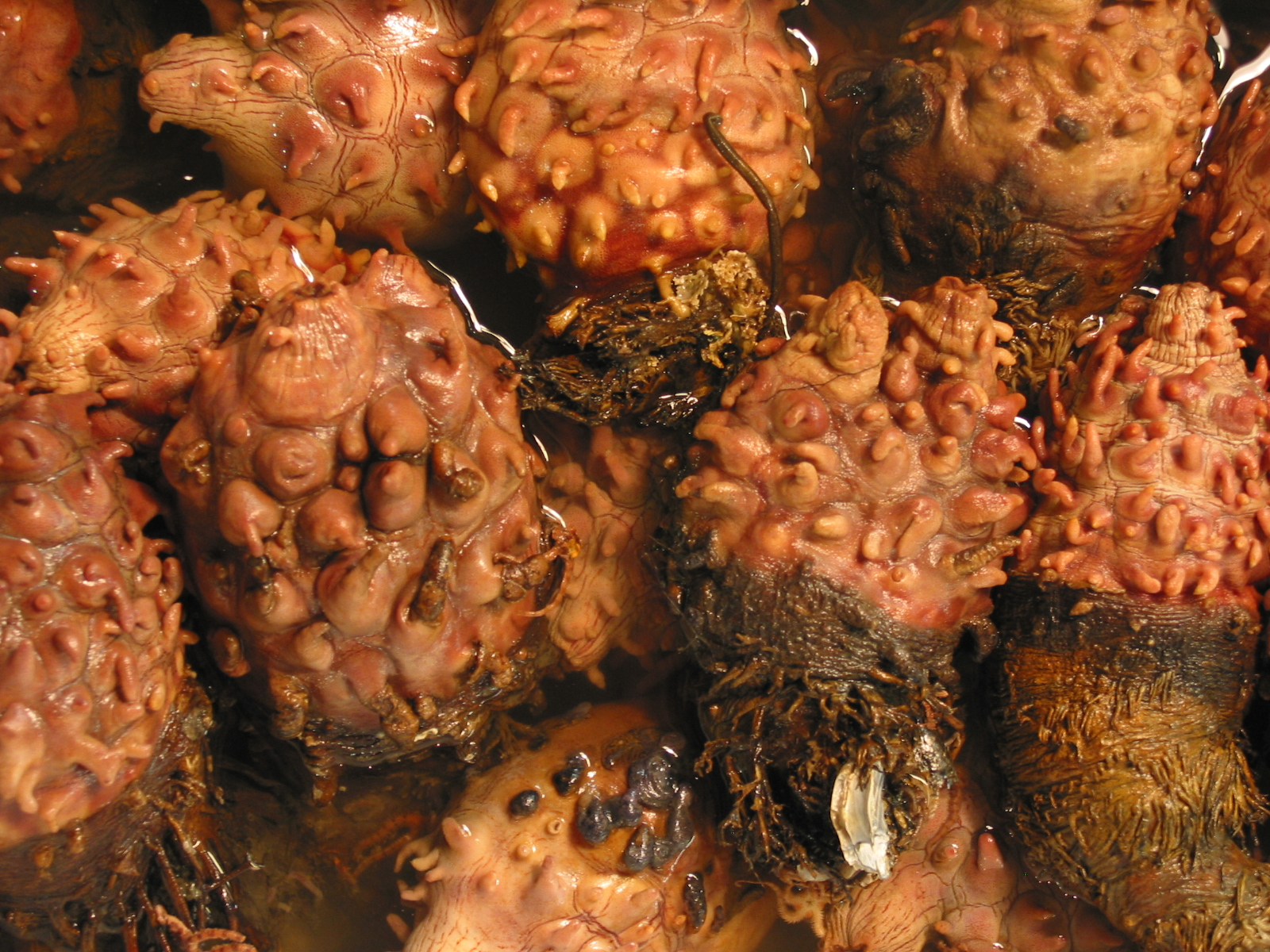
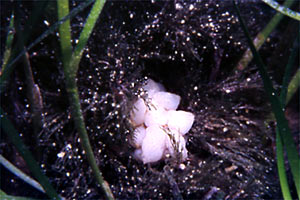
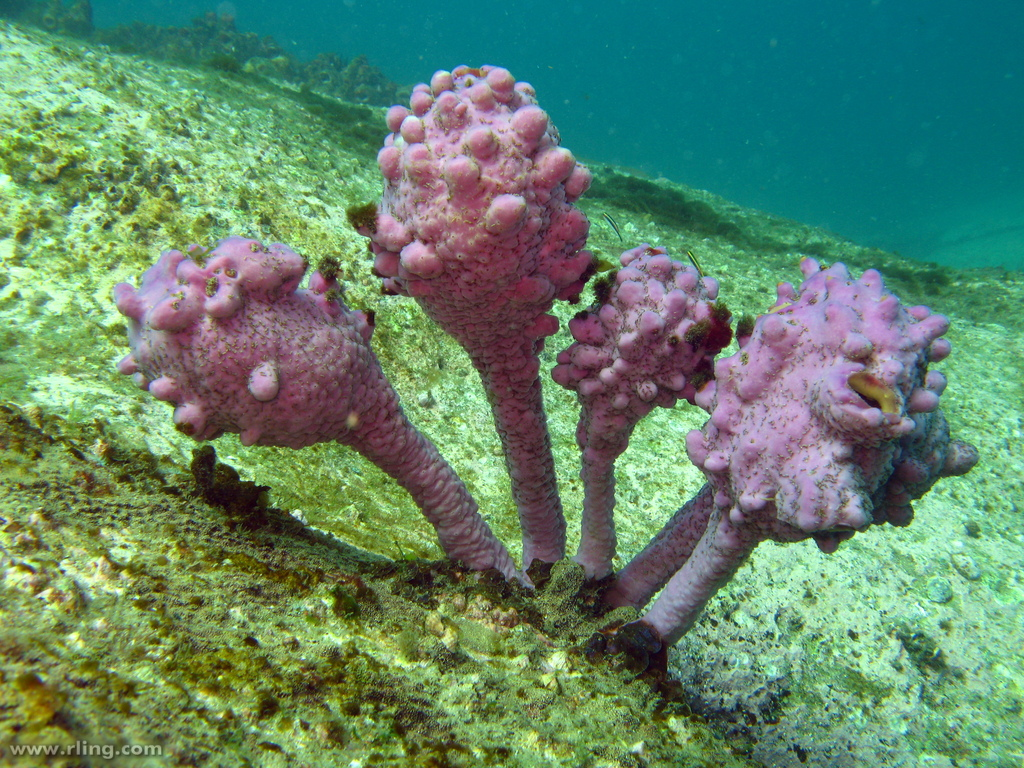

ホヤの仲間は世界の各海洋に存在しており、代表的なものは以下が存在する。
- Ascidia involuta
- Botrylloides leachii
- Botryllus schlosseri
- Ciona intestinalis
- Clavelina lepadiformis
- Halocynthia papillosa
- Halocynthia roretzi
- Phallusia mammillata
- Pyura spinifera

## 食材

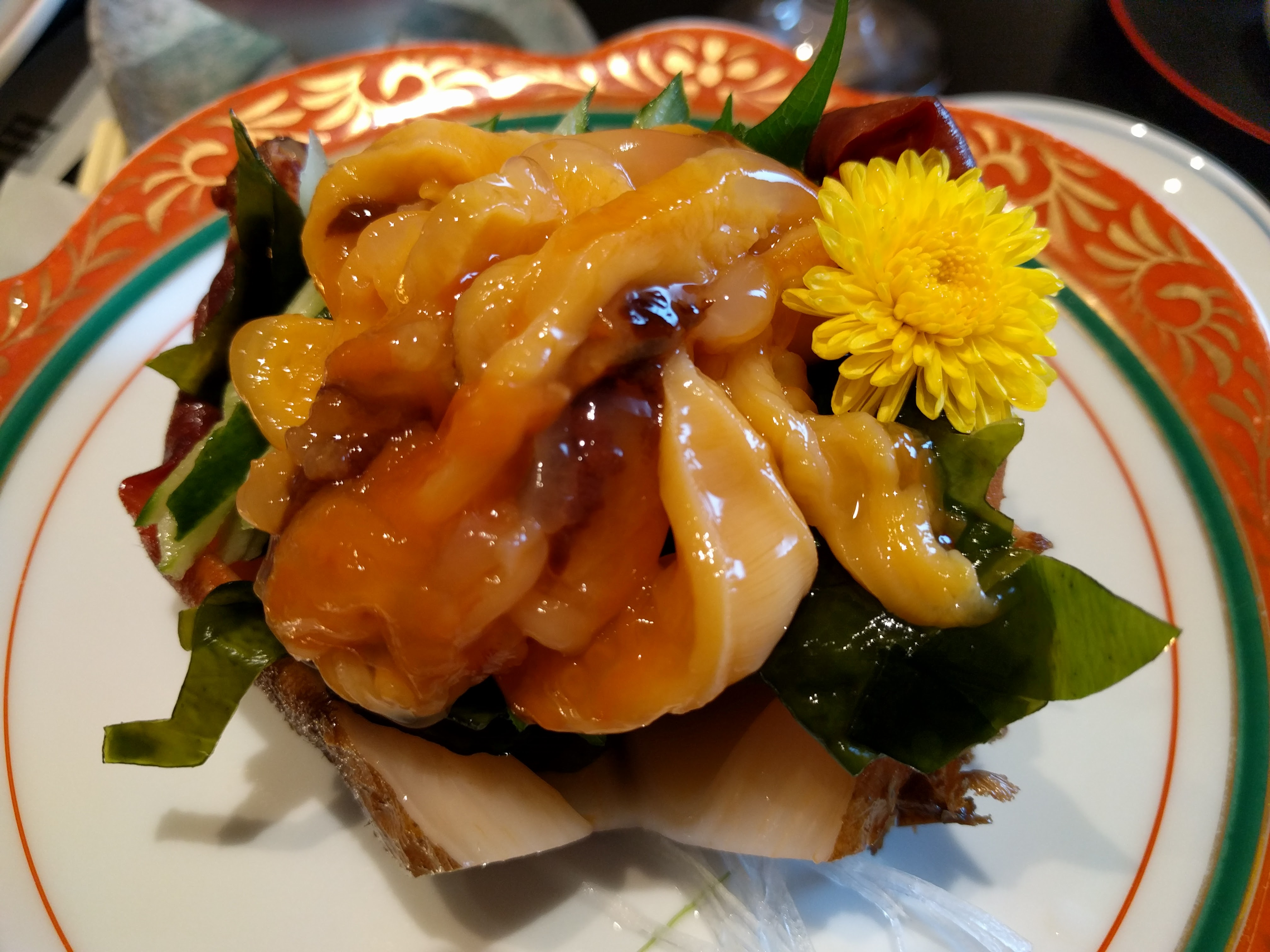
マボヤの刺身

ホヤは日本、韓国、フランスやチリなどで食材として用いられている。海産物らしい香りが強く、ミネラル分が豊富である。マボヤとアカホヤは亜鉛・鉄分・EPA(エイコサペンタエン酸)・カリウム・ビタミンB12・ビタミンEなど豊富な栄養素、味覚の基本要素の全てが一度に味わえる食材となっている。またマボヤの筋膜体に含まれるグルタミン酸と 5'-GMP の割合がうま味を増強する濃度比であるため、旨味が強い。一部の種はミネラル分が濃く、食べると内臓（特に腎臓）に障害をもたらすため、「毒ホヤ」と通称される。
日本では主にマボヤ科のマボヤ（Halocynthia roretzi）とアカボヤ（H. aurantium）が食用にされている。古くからホヤの食用が広く行われ多く流通するのは主に東北地方北部沿岸の三陸地方。水揚げ量の多い石巻漁港がある宮城県では酒の肴として一般的である。また北海道でも一般的に食用の流通がある。多いのはマボヤであり、アカボヤの食用流通は北海道などであるが少ない。東京圏で食用が広まり多く流通するようになったのは近年である。中部地方以西・西日本各地では、2020年時点においてもなお極めて少ない。
食用に供される種であるマボヤは、日本では太平洋側は牡鹿半島、日本海側は男鹿半島以北の近海産が知られる。天然物と養殖により供給されている。
特にワタと呼ばれる肝臓や腸には独特の匂いがあり、愛好家はこの匂いを好むこともある。ワタを除去して調理すると独特の匂いがかなり抑えられる。ホヤの中の水（ホヤ水）にもホヤ特有の香りがあり、刺身を作る際はホヤ水を使って身を洗ったり、独特の香りを好むものは、醤油の代わりにホヤ水にワタを溶いたものをつけて食べる。新鮮なホヤはあまり臭わないが、鮮度落ちが早く、時間が経つにつれて金属臭もしくはガソリン臭と形容されるような独特の臭いを強く発するようになる。冷たい海水に浸しておくと鮮度が落ちにくい。首都圏で出回るものは鮮度が悪く全体に独特の匂いが強まっており、好き嫌いが分かれる要因のひとつとなっている。
ホヤを好む人は、五つの味（甘味、塩味、苦味、酸味、うま味）を兼ね備えると形容し、形から「海のパイナップル」に譬えられることもある。独特の風味が酒の肴として好まれ、刺身、酢の物、焼き物、フライとして調理され、塩辛、干物、燻製に加工される。また、このわたと共に塩辛にしたものを莫久来（ばくらい）という。

### 調理の一例
1. 頭部の2つの突起（入水口と出水口）を切り落とす。
2. 切り落とした部分から縦方向に包丁を入れて殻（被嚢）を切り開く。
3. 殻を開いて、指でオレンジ色の身を取り出す。
4. 身を裏返し、黒い内臓を取り除く。
5. 袋状になっている腸に包丁を入れて開き、内容物を水で洗い流す。
6. 身全体を水できれいに洗い、食べやすいサイズに切る。

※生食の場合、好みにより内臓を取り除かずに食したり、調味料として三杯酢、醤油の他、殻の中の液（前述のホヤ水）を用いたりすることもある。

### 東日本大震災後
2011年の東日本大震災で三陸の養殖施設は一時ほぼ全滅した。震災前、三陸産ホヤの多くは韓国に輸出され、キムチの具や刺身として食べられていた。震災に伴う福島第一原子力発電所事故による海洋汚染を懸念した韓国政府は、2013年に東日本太平洋岸7県からの水産物輸入禁止を決定した。その後、養殖施設は再建されたが韓国への輸出は再開されておらず、2016年に宮城県で生産された1万3,200トンのうち、約6割（7,600トン）が焼却処分された。東京電力の補償対象だが、漁業者らにとっては苦渋の決断であった。このため、宮城県と宮城県漁業協同組合や震災後の2014年に結成され愛好家団体「ほやほや学会」などが、首都圏などの消費者や飲食店にホヤの売り込みを強化した。震災前は年間あたり2,000トン程度だったホヤの国内出荷量は、2016年には約5,500トンに増加した。新鮮なうちに冷凍して臭いを抑える取り組みや、韓国以外への輸出開拓も試みられている。

## 利用
ホヤの殻は通常廃棄されるが、セルロースであるためスピーカーの振動板に利用されている。